# Jørstad (stacja kolejowa)
Jørstad – stacja kolejowa w Jørstad, w okręgu Trøndelag w Norwegii, jest oddalona od Trondheim o 173,57 km. Jest położona na wysokości 52,1 m n.p.m.

## Ruch dalekobieżny
Leży na linii Nordlandsbanen. Stacja przyjmuje trzy pary pociągów do Trondheim i Bodø.

## Obsługa pasażerów
Wiata, parking, postój taksówek. Odprawa podróżnych odbywa się w pociągu.